# Gaotuan (köpinghuvudort i Kina, Shandong Sheng, lat 37,47, long 121,14)
Gaotuan (kinesiska: 高疃, 高疃镇) är en köpinghuvudort i Kina. Den ligger i provinsen Shandong, i den östra delen av landet, omkring 380 kilometer öster om provinshuvudstaden Jinan. Antalet invånare är 21 159. Befolkningen består av 10 592 kvinnor och 10 567 män. Barn under 15 år utgör 7,0 %, vuxna 15-64 år 75 %, och äldre över 65 år 17,0 %.
Runt Gaotuan är det tätbefolkat, med 659 invånare per kvadratkilometer. Närmaste större samhälle är Qingyang, 10,7 km öster om Gaotuan. Trakten runt Gaotuan består till största delen av jordbruksmark.
Genomsnittlig årsnederbörd är 748 millimeter. Den regnigaste månaden är juli, med i genomsnitt 264 mm nederbörd, och den torraste är februari, med 12 mm nederbörd.